# 金素月
金素月（1902年9月7日—1934年12月24日），原名金廷湜（김정식），為日治時期的朝鲜诗人，曾發表詩集《杜鵑花》。

## 生平
金素月於1902年出生于平安北道龟城市，出生不久後其父親便得了精神疾病，由祖父教導古典漢文。15歲時，他進入著名的五山高等學校就讀，成為詩人金億的學生，並終生受其影響，金億並協助他於1922年在《开闭》雜誌上發表詩作，是他進入文壇的開端。三一運動後五山高等學校關閉，金素月轉至培材高等學校，畢業後於1923年赴日本，打算前往東京商業学校（今一橋大學）就讀，但未能通過入學考試，同年九月關東大地震後，在日朝鮮人被指縱火而受到日本人攻擊，造成上千人身亡，金素月遂回到朝鮮。隨後金素月繼續在文學期刊上發表詩作，1925年他發表了畢生唯一的詩集《杜鵑花》，包含16章共127篇詩作。
由於寫作不夠維持生計，金素月做過許多工作，他在京城（今首爾）停留兩年後，於1926年回到家鄉龟城市，曾在祖父的礦場擔任經理，礦場倒閉後在當地經營東亞日報分社，但仍以破產倒閉收場。金素月人生的最后几年時常酗酒，漸漸不再寫作，他於1934年自殺，享年32歲。

## 詩作
金素月是二十世紀最著名的朝鮮詩人之一，其詩集《杜鵑花》據統計已銷售超過30萬本。他的許多詩作多帶有傷感、憂鬱的氛圍，是現代韓國人耳熟能詳的作品，有些收錄於中小學課本，也有些被創作成歌謠，如〈山有花〉、〈杜鵑花〉等詩作均有民謠特色，但他本人不喜被稱為民謠詩人。金素月的詩也常被翻譯成其他語言，1974年，因其詩的翻譯版本已太多，韓國時報甚至要求其年度翻譯比賽的參賽者不要再翻譯金素月的詩作參賽。
金億曾表示當1920年代多數朝鮮詩人都試著嘗試外國詩的創作風格時，唯有金素月以純粹朝鮮的元素進行創作。詩人朴鍾和曾評價：「在無色的韓國詩壇上，只有素月詩。」

## 紀念

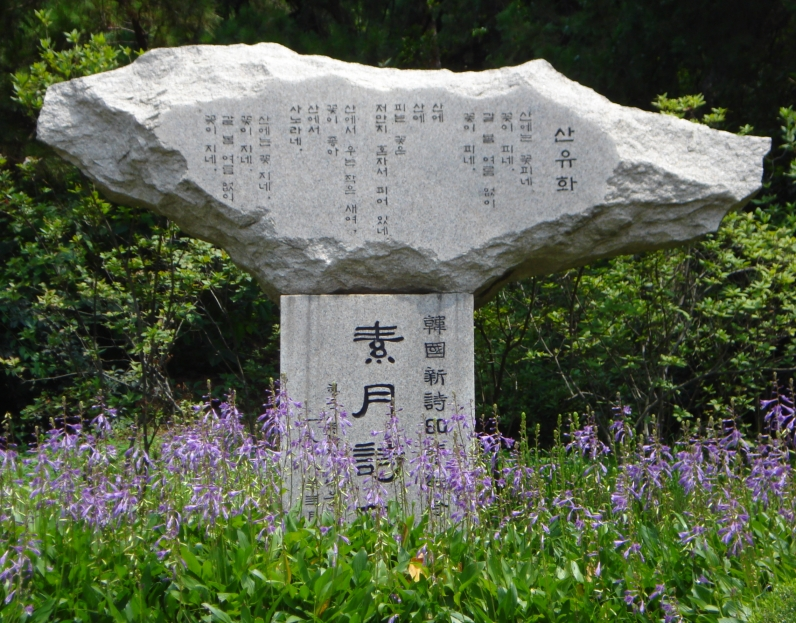
首爾南山的素月詩碑

1968年，韓國日報社為紀念韓國新詩60週年，在首爾南山設立了素月詩碑（소월 시비），其上刻有金素月著名的詩作〈山有花〉。另外，1986年設立的著名韓國詩作獎項素月詩文學賞即以金素月為名。1990年9月，金素月被韓國文化部選為該月的本月文化人物。